# Husum (Baixa Saxônia)
Husum é um município da Alemanha localizado no distrito de Nienburg, estado da Baixa Saxônia.
Pertence ao Samtgemeinde de Landesbergen.